# وینچنزو نیبالی
وینچنزو نیبالی (زادهٔ ۱۴ نوامبر ۱۹۸۴ در تنگه مسینا) رکابزن حرفه‌ای اهل ایتالیا است که در رشتهٔ دوچرخه‌سواری جاده فعالیت می‌کند. او یکی از شش رکابزنی است که توانسته‌اند فاتح هر سه گرند تور دوچرخه‌سواری شوند. نیبالی در سال ۲۰۱۰ برندهٔ ووئلتا اسپانیا، در سال‌های ۲۰۱۳ و ۲۰۱۶ برندهٔ جیرو دیتالیا و در سال ۲۰۱۴ برندهٔ تور دو فرانس شده‌است. هم‌چنین در چند مسابقهٔ مرحله‌ای مانند تیرنو–آدریاتیکو و تور ترنتینو و چند مسابقهٔ یک‌روزه از جمله تور لمباردی قهرمان شده‌است.
نیبالی که زادهٔ مسینا است ملقب به کوسه تنگه یا کوسه مسینا شده‌است.